# Édouard Hervé
Pour les articles homonymes, voir Hervé.
Aimé Marie Édouard Hervé, né le 1er juin 1835 à Saint-Denis de La Réunion, et mort le 4 janvier 1899 dans le 8e arrondissement de Paris, est un journaliste et homme politique français.

## Biographie
Normalien, conseiller municipal de Paris et conseiller du comte de Paris, il collabore à plusieurs journaux, dont le Journal de Genève et L'Époque. En 1867, il fonde le Journal de Paris, qui sera supprimé par la Commune en 1871 lorsqu'il écrit à propos des manifestations de mars : « La manière dont la population de Paris a manifesté hier sa satisfaction était plus que frivole, et nous craignons que cela n'empire avec le temps. Paris a maintenant un air de fête qui est tout à fait déplacé, et si nous ne voulons pas qu'on nous appelle les Parisiens de la décadence, il faut mettre un terme à cet ordre de choses. »
En 1873, il fonde Le Soleil, premier grand quotidien à 5 centimes, de tendance monarchiste, dont la publication se poursuivra jusqu'en juin 1915. Édouard Hervé est aussi l'auteur de quelques ouvrages historiques, qui sont en fait des compilations de ses articles. Il est nommé Chevalier de la légion d’honneur en 1873 et élu membre de l'Académie française le 11 février 1886.

## Ouvrages historiques
- Edouard Hervé, La Presse et la législation de 1852, bureaux de la "Revue contemporaine", 1866 (OCLC 457915056)
- Edouard Hervé, Une page de l'histoire d'Angleterre. Les Élections de 1868. Le Cabinet Gladstone. La Réforme de l'Église d'Irlande, A. Sauton, 1869 (OCLC 34003660)
- Edouard Hervé, La Crise irlandaise, depuis la fin du dix-huitième siècle jusqu'à nos jours, Hachette, 1885 (OCLC 11652365)
- Edouard Hervé, Le Comte de Paris, Calmann-Lévy, 1885 (OCLC 457914991)
- Edouard Hervé, Trente ans de politique; quelques articles et discours, Calmann-Lévy, 1899 (posthume) (OCLC 11589393)